# Вера Недкова
Вера Тодорова Недкова е българска художничка.

## Биография
Недкова е родена в македонския български град Скопие в 1906 година в семейството на българския търговски агент и дипломат Тодор Недков. През детството си живее и учи в Будапеща, Берн и Букурещ.
През 1923 година учи живопис в Художествената академия в София в класа на професор Никола Маринов, но на следващата година заминава за Виена, където през 1930 година завършва Държавната художествена академия (Майстершуле), По-късно специализира реставрация при професор Роберт Маурер. Работи девет месеца във Флоренция, където изучава творчеството на Джото, Мазачо, Пиеро дела Франческа. В Европа общува с Рихард Щраус, Роберт Музил и други видни творци. Има афинитет и към музиката, за кратко я изучава и макар че избира изобразителното изкуство, тя никога не губи интереса си към нея.
През 1934 година се връща и установява в България. През същата година става член на Дружеството на новите художници и взема участие във всичките му изложби.

## Творчество
Художественото наследство на Недкова е богато и разнообразно: живопис, графика, офорти, ескизи, малка пластика. В ранния период на творчеството си, 1930 – 1937 г., Вера Недкова рисува основно фигурални композиции и портрети. Предпочитани техники са пастелът и температа. В по-късните си работи залага на маслените бои и основното ѝ изразно средство става колоритът. Рисува пейзажи, натюрморти, селски бит, голо тяло. В периода 1946 – 1961 г. работи в Националния археологически музей като реставратор и консерватор.
Участва в общи художествени изложби на СБХ и в над 15 изложби на български художници в чужбина. Нейни платна са притежание на български галерии и частни колекции по света. През 1965 г. издателство „Български художник“ публикува книга за Вера Недкова с автор Драго Джидров.

## Признание и награди
Недкова е носител на множество отличия, сред които:
- награди на СБХ през 1963 и 1971 г.
- орден „Кирил и Методий“ – II степен (1963) и I степен (1971),
- орден „Народна република България“ – I степен (1978),
- награда за живопис „Владимир Димитров – Майстора“ през 1974 и 1980 г.

През 1977 г. е провъзгласена за „народен художник“, а през 1983 г. – за „герой на социалистическия труд“.
На Вера Недкова е наречена улица в квартал „Драгалевци“ в София (Карта).

## Музей
През 1995 г., година преди смъртта си, Недкова завещава на държавата в лицето на НХГ своя апартамент в София, цялото си имущество и творби: 117 живописни творби и 1282 рисунки, 57 икони, съдове и малка пластика. През 2004 г. в дома ѝ е открит музей на художничката.